# Julia Lee (musicus)
Julia Lee (Boonville, 31 oktober 1902 - Kansas City, 8 december 1958) was een Amerikaans jazz- en blueszangeres en -pianiste. Op haar repertoire stonden behoorlijk wat dirty blues-songs.

## Biografie
Lee groeide op in Kansas en was een zus van de latere bandleider George E. Lee. Ze musiceerde al als kind, bijvoorbeeld in de kerk, maar als zangeres en pianiste ging ze pas rond 1917 geld verdienen. Ze begeleidde in rag-stijl stomme films in de bioscoop en speelde in plaatselijke clubs, waar ze bekendheid kreeg met dubbelzinnige liedjes. Toen haar broer in 1920  zijn territoryband oprichtte, was Julia de pianiste en vooral dankzij de liedjes die ze zong was de band zo succesvol. Julia bleef hier vijftien jaar, in die periode maakte ze enkele opnames voor Merritt, met Jesse Stone. Ze begon in 1935 een solo-carrière, maar kreeg pas in 1944 een platencontract bij Capitol Records. Voor deze maatschappij scoorde ze een aantal flinke rhythm & blues-hits, zoals "Gotta Gimme Whatcha Got", "Snatch and Grab It" (1947, 500.000 verkochte exemplaren), "King Size Papa" (1948), "I Didn't Like It the First Time (The Spinach Song)" en "My Man Stands Out". Zoals de titels laten zien, waren het dubbelzinnige, ondeugende liedjes over sex. Ook zong ze over drugs, zoals cannabis, bijvoorbeeld in de song "Marijuana", een lied gecomponeerd door Sam Coslow voor de film Murder at the Vanities. Lee nam dit nummer drie keer op, waaronder één keer voor het label Premier Records. De musici die haar begeleidden waren onder meer Jay McShann, Vic Dickenson, Benny Carter, Red Norvo, Nappy Lamare en Red Nichols. Na 1949 scoorde Julia Lee geen hits meer, maar ze bleef een populaire zangeres in haar geboorteplaats tot haar overlijden. Ze stierf aan de gevolgen van een hartaanval.

## Discografie
- Kansas City Star (alle 109 opnames van Lee in een box), Bear Family, 1995
- Julia Lee and Her Boy Friends (Kansas City's First Lady of the Blues) (48 opnames), JSP, 2002
- Gotta Gimme Whatcha Got, President, 2003
- 1927-1946, Classics, 2005
- 1947, Classics, 2005

- Bibliothèque nationale de France: cb13927230q (data)
- Gemeinsame Normdatei: 135468507
- International Standard Name Identifier: 0000 0000 5514 2090
- Library of Congress Control Number: n89621898
- MusicBrainz: 7bda2ee0-b0bc-4a1e-acb0-154a8e80f747
- Nationale Bibliotheek van Israël: 987007398511205171
- Istituto Centrale per il Catalogo Unico: DDSV099266
- Système universitaire de documentation: 196761379
- Virtual International Authority File: 42027988
- WorldCat: E39PBJt8j8743d9hRkjXGP9kXd